# Jorge Presno

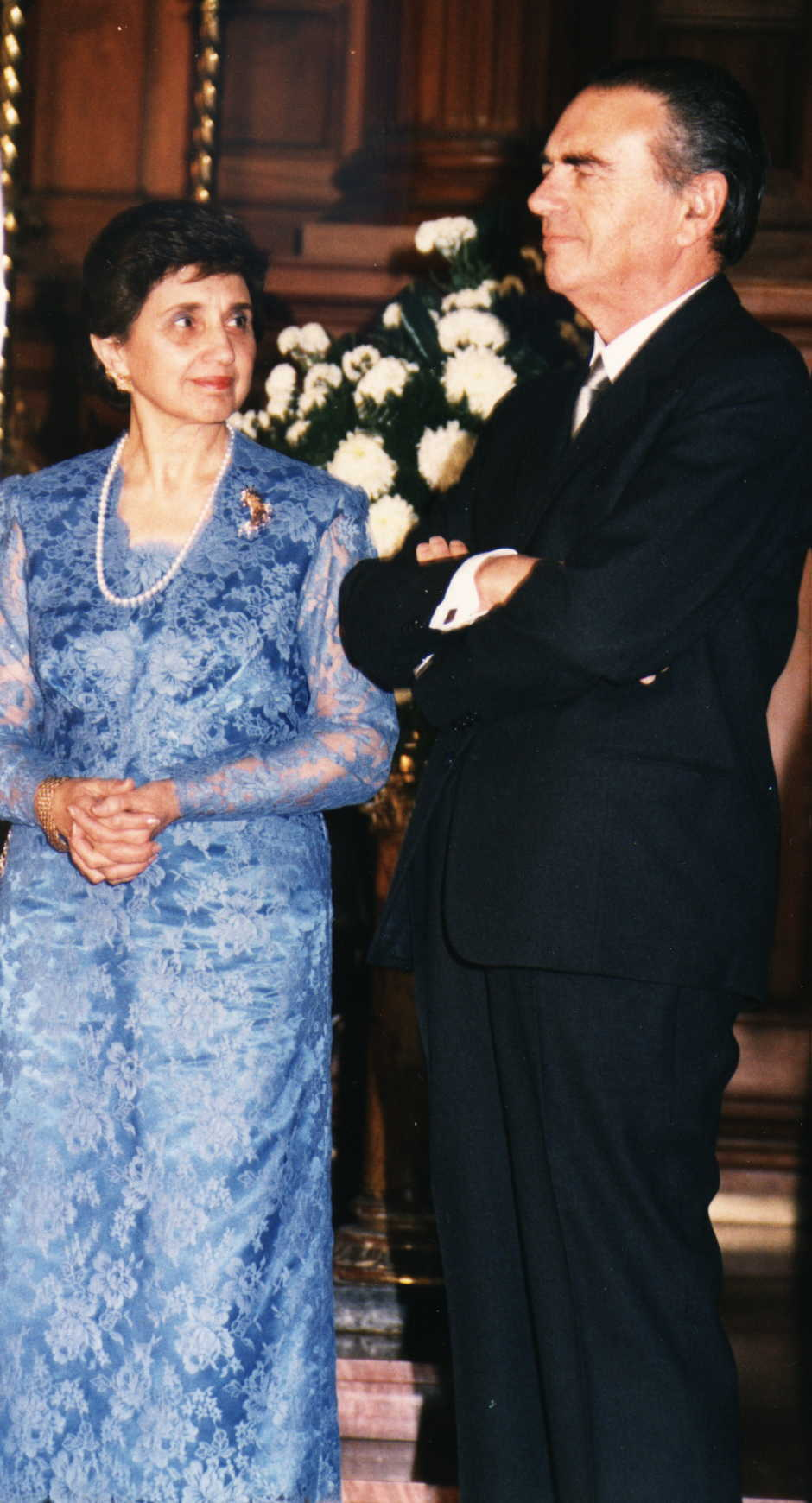
Jorge Presno con su esposa Lala Levrero con quien estuvo casado 52 años

Jorge Luis Presno Harán (Montevideo, 26 de agosto de 1929 - 5 de octubre de 2010) abogado, empresario y político uruguayo, simpatizante del Partido Nacional, que ocupó el cargo de ministro de Industria en dos gobiernos del Partido Colorado.

## Biografía
De profesión abogado, se desempeñó como empresario en el sector industrial. En mayo de 1973 fue nombrado por el todavía presidente constitucional Juan María Bordaberry como ministro de Industria, pero permaneció poco tiempo al frente de la cartera, ya que renunció al cargo el día del golpe de Estado del 27 de junio de 1973, encabezado por el propio Bordaberry.
Al finalizar el período de la dictadura militar, y comenzado ya su mandato en 1985 el nuevo presidente Julio María Sanguinetti lo designó, en abril de 1986, ministro de Industria, sustituyendo al entonces ministro Carlos Pirán. Permaneció en el cargo hasta el fin del período presidencial de Sanguinetti en 1990.
Casado con Delia Levrero, tuvo 6 hijos: Jorge, María Inés, Ignacio, Pedro, Juan, Beatriz.